# Fort Point National Historic Site
Fort Point National Historic Site ist eine Befestigungsanlage in San Francisco, Kalifornien, an der Spitze der Landzunge am „Golden Gate“, der Einfahrt in die Bucht von San Francisco. Seit 1937 wird das Fort von einem mächtigen Stahlgerüst-Bogen am Beginn der Golden Gate Bridge überspannt. 1970 wurde es als National Historic Site unter der Verwaltung des National Park Service ausgewiesen und für Besucher zugänglich gemacht.

## Geschichte
1776 hisste der spanische Oberst Juan Bautista de Anza an der Stelle des heutigen Forts die spanische Flagge mit dem Auftrag, eine militärische Befestigung zum Schutz des nördlichsten Punktes des damaligen Vizekönigreich Neuspanien zu bauen, und legte damit den Grundstein für die Siedlung San Francisco. 1794 war das „Fort San Joaquim“, erbaut aus Adobe-Lehmziegeln und mit neun bis dreizehn Kanonen bestückt, fertig und diente als Sicherungsposten für das Presidio in der benachbarten Bucht. Der Bauplatz lag damals auf einer Felsklippe aus Kalkstein.
1821 errang Mexiko die Unabhängigkeit von Spanien und das Fort wurde von einer kleinen mexikanischen Garnison übernommen. Als diese 1835 nach Sonoma verlegt wurde, waren die Lehmmauern von Fort San Joaquim dem Zerfall ausgesetzt.
Nach dem Mexikanisch-Amerikanischen Krieg fiel Kalifornien und damit auch San Francisco 1848 an die Vereinigten Staaten. Als im selben Jahr Gold gefunden wurde, begann der Kalifornische Goldrausch und die Bevölkerung Kaliforniens verdreifachte sich innerhalb weniger Monate. Mit der Gründung des US-Bundesstaates Kalifornien 1850 forderten die US-Army und Navy die Errichtung von Festungen zum Küstenschutz. Der US-Kongress genehmigte den Bau eines Forts auf der Insel Alcatraz, Fort Mason am Fuß der wachsenden Stadt und Fort Point an der Landzunge zum Schutz der Einfahrt in die Bucht.

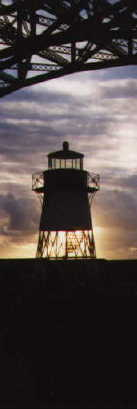
Leuchtturm auf dem Fort Point

In den Jahren 1853 bis 1861 wurden das zerfallene Fort Joaquim und die Felsklippe gesprengt und das heutige Fort aus Backstein errichtet. Die Wände des Forts sind zwischen 1,6 und 4 m dick, Zisternen unter dem Gebäude werden mit Regenwasser befüllt und sollten auch für eine Belagerung vorsorgen.
Das Fort besteht aus drei Stockwerken und einem offenen Umgang rund um einen Hof. Jedes der Stockwerke nahm in Kasematten 30 Kanonen auf, die durch Schießscharten feuerten, 36 Kanonen standen auf dem Umgang und schossen über die Mauern. Die insgesamt 126 Kanonen von unterschiedlichem Kaliber verschossen Kugeln zwischen 10 und 55 kg mit einer effektiven Reichweite bis zu drei Kilometern. Sie deckten damit die gesamte Einfahrt in die Bucht und große Teile des Hafens ab.
Auf der zum Land gelegenen Südseite waren im Erdgeschoss die Pulverkammer, das kleine Gefängnis und Lagerräume. Die Offiziere hatten ihre Unterkünfte im ersten Stock, darüber lebten die Mannschaften. Außerdem gab es eine Krankenstation, eine Küche und Werkstätten der wichtigsten Handwerke, wie Zimmerleute und Sattler. Die Gesamtstärke der Besatzung betrug maximal 300 Personen.
Im Jahr 1864 wurde auf einem der drei Treppenhäuser ein stählerner Leuchtturm gebaut, der ein kleineres Feuer ersetzte. Mit der neuen Fresnel-Linse war das Signallicht zehn bis zwölf Seemeilen weit sichtbar.
Fort Point wurde als einziges Fort der Westküste nach diesem Bauplan errichtet, an der Ostküste gab es 30 Festungen des so genannten Third System.
Während des Amerikanischen Bürgerkriegs hielt Fort Point Wache vor einem Angriff, der nie kam. Die Konföderierten entsandten zwar ein einzelnes Kriegsschiff, die CSS Shenandoah in den Pazifik, wo sie die Handelsflotte der Union angriff und Prisen nahm. Vor einem geplanten Angriff auf San Francisco 1865 endete jedoch der Krieg, so dass von Fort Point im Krieg nie ein Schuss abgefeuert wurde.
Aus den Erfahrungen des Krieges an der Ostküste lernte die Militärführung, dass dieser Typ Fort gegen die moderne Waffentechnik keinen Schutz mehr bot. 1869 wurde eine zusätzliche Wand aus Granit vor die Seeseite gezogen und einige Kanonen in eine neue, besser geschützte Stellung abseits des Forts verschoben. Trotzdem war die Zeit der großen Forts vorbei und zwischen 1892 und dem Jahr 1900 wurden alle Kanonen des Fort Point abgebaut und zum Schrottwert verkauft.
Für den Bau der Golden Gate Brücke zwischen 1930 und 1937 sollte das Fort abgerissen werden, der leitende Ingenieur Joseph Strauss änderte aber seine Pläne und errichtete einen großen Bogen aus Stahlgerüst über dem Fort, um es als Beispiel für die Kunst des Backsteinbaus zu bewahren. Während des Baus der Brücke diente das Fort als Lager und Büro der Bauunternehmen.
Von der US-Army wurde das Fort nur noch als Unterkunft von Soldaten des benachbarten Presidios, für Übungen und als Lager genutzt. Im Zweiten Weltkrieg wurde es vorübergehend wieder aktiviert und beherbergte die Mannschaft eines Stahlnetzes, das die Einfahrt der Bucht vor U-Booten schützen sollte.
In den 1960er Jahren wurde das Fort restauriert und 1970 durch den Kongress als National Historic Site ausgewiesen. Am 16. Oktober 1970 wurde Fort Point als Historic District in das National Register of Historic Places aufgenommen. Es kann heute durch die Öffentlichkeit besichtigt werden, ein kleines Museum erzählt die Geschichte des Forts und seiner Zeit.
Fort Point National Historic Site hat keine eigenen Einrichtungen, sondern wird vom Golden Gate National Recreation Area mitverwaltet.

## Trivia
- 1958 drehte Alfred Hitchcock eine wichtige Szene seines Films Vertigo – Aus dem Reich der Toten bei Fort Point.